# Noordse vleermuis
De Noordse vleermuis (Cnephaeus nilssonii) is een vleermuis uit de familie der gladneuzen (Vespertilionidae). De Noordse vleermuis is de meest noordelijk voorkomende vleermuis van Europa; hij leeft zelfs boven de poolcirkel.

## Beschrijving
De Noordse vleermuis heeft een lange vacht. De bovenzijde is donkerbruin, met hier en daar een lichte gelige of goudkleurige haarpunt, wat de vacht een gouden glans geeft. De nek is donkerder van kleur. De onderzijde is gelig bruin. Enkel over de nek loopt een duidelijke scheiding tussen beide zijden. De oren zijn kort. De snuit, oren en vleugels zijn zwartbruin van kleur.
De Noordse vleermuis wordt 48 tot 70 millimeter lang, met een gewicht van 8 tot 18 gram. De spanwijdte is 24 tot 28 centimeter.

## Voedsel en gedrag
De Noordse vleermuis is een nachtdier dat vroeg actief wordt. In de lente en zomer kan hij ook overdag gaan jagen. Meestal vliegt hij tweemaal per nacht uit, op jacht naar vliegende insecten, die hij in de vlucht vangt. Hij heeft een voorkeur voor kleine insecten (tussen de 3 en 30 millimeter groot) als vliegjes, kevertjes, motjes, langpootmuggen, gaasvliegen en schietmotten. Hij jaagt voornamelijk boven meren, maar ook boven landbouwgebieden en bossen. Ook jaagt hij bij lantaarnpalen. Bij rust hangt hij aan boomtakken. De Noordse vleermuis kan er een jachtterritorium op na houden, dat hij verdedigt tegen andere vleermuizen.
De kraamkolonie bevindt zich meestal in of rond gebouwen, bijvoorbeeld schoorstenen en spleten in de muur. In de kraamkolonies bevinden zich 20 tot 80 dieren. Alleen kunnen ze ook worden aangetroffen, in boomholten en houtstapels.
Hij overwintert van oktober tot april. De winter wordt doorgebracht in grotten, maar ook in mijntunnels en kelders. Hier hangt hij vrij aan het plafond of de muren, zet zich klem in een spleet of verblijft op de grond, verscholen tussen keien.
De oudst bekende Noordse vleermuis was 14,5 jaar.

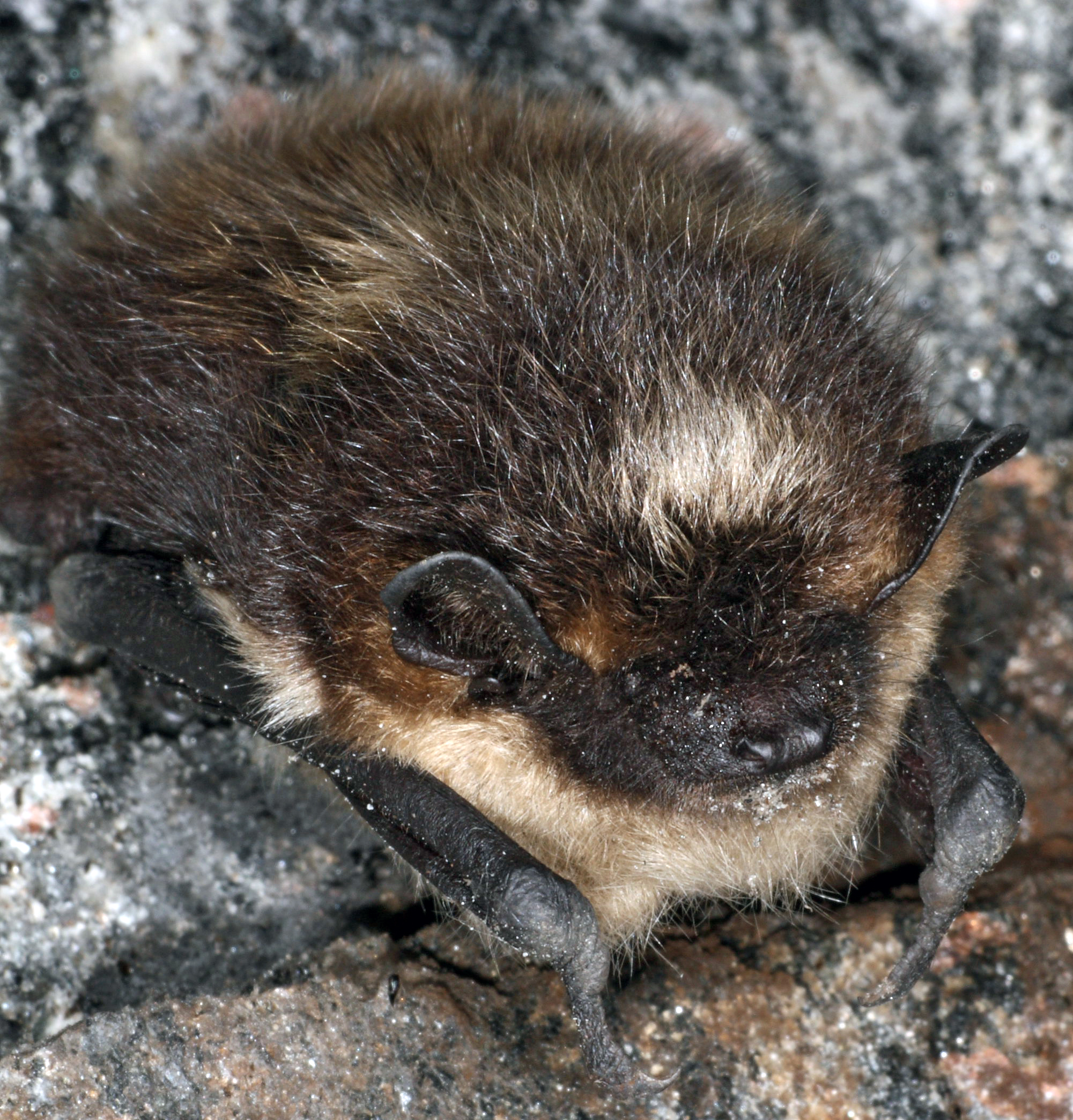
Winterslaap in een grot in Noorwegen

## Voortplanting
Eind april trekken de vrouwtjes naar de kraamkamers. De jongen worden geboren in de tweede helft van juni. Er wordt in Oost-Europa geregeld een tweeling geboren. Na een maand kunnen de jongen vliegen en na vijf tot zes weken zijn ze zelfstandig. Eind juli verlaten de jongen het nest. De jongen zijn donkerder dan de volwassen dieren, zonder de gouden glans. De haarpunten zijn meer zilverkleurig, en de buik is grijzig.

## Verspreiding en leefgebied
De Noordse vleermuis leeft voornamelijk in het voorgebergte, aan de voet van bergen en wat hogerop in middelhoge bergen. In de Alpen zijn ze tot 2290 meter hoogte waargenomen in de zomer, 's winters bevinden ze zich in grotten tot 2200 meter hoogte. Ze jagen in struikgebieden, open bossen en in dorpen.
Het is de meest noordelijk voorkomende vleermuis ter wereld, die als enige boven de poolcirkel voorkomt en daar ook voortplant. Hij komt voor in geheel Scandinavië, zuidwaarts via Duitsland en Oost-Frankrijk tot de Alpen, oostwaarts via Roemenië, Polen en Oekraïne tot Siberië, Mongolië, China en Japan.
Het is de vraag of ze in Nederland en België voorkomen, waarschijnlijk enkel als dwaalgast. Ze ontbreken dan ook op de Nederlandse rode lijst. Ook in Groot-Brittannië worden ze een enkele keer als dwaalgast waargenomen. In Luxemburg is eenmaal een kolonie waargenomen.